# Rozbórz Okrągły
Rozbórz Okrągły est une localité polonaise de la gmina de Pruchnik, située dans le powiat de Jarosław en voïvodie des Basses-Carpates.